# Сенисе (Потенца)
Сенисе (итал. Senise) је насеље у Италији у округу Потенца, региону Базиликата.
Према процени из 2011. у насељу је живело 6243 становника. Насеље се налази на надморској висини од 350 м.

## Становништво
Према резултатима пописа становништва 2011. у општини је живело 7.127 становника.
| 1931. | 1936. | 1951. | 1961. | 1971. | 1981. | 1991. | 2001. | 2011. |
| ----- | ----- | ----- | ----- | ----- | ----- | ----- | ----- | ----- |
| 5.427 | 5.806 | 7.051 | 7.209 | 7.185 | 7.188 | 7.316 | 7.182 | 7.127 |

## Партнерски градови
- Busto Garolfo